# Synchiropus valdiviae
Synchiropus valdiviae là một loài cá biển thuộc chi Cá đàn lia gai (Synchiropus) trong họ Cá đàn lia. Loài này được mô tả lần đầu tiên vào năm 1981.

## Từ nguyên
Danh pháp khoa học của loài cá này, valdiviae, được đặt theo tên của nơi đầu tiên phát hiện ra chúng, bãi ngầm Valdivia ở khu vực sống núi Walvis.

## Phân bố và môi trường sống
S. valdiviae có phạm vi phân bố ở Đông Nam Đại Tây Dương. Loài cá này hiện chỉ được tìm thấy tại bãi ngầm Valdivia (thuộc khu vực sống núi Walvis) và ngoài khơi đảo Tristan da Cunha. Chúng được thu thập ở độ sâu khoảng 210 – 235 m.

## Mô tả
Mẫu vật lớn nhất của S. valdiviae có chiều dài cơ thể được ghi nhận là 22 cm.
Số gai ở vây lưng: 4; Số tia vây mềm ở vây lưng: 8; Số gai ở vây hậu môn: 0; Số tia vây mềm ở vây hậu môn: 7; Số tia vây mềm ở vây ngực: 22 - 23.